# Saint-Hilaire-le-Châtel
Saint-Hilaire-le-Châtel é uma comuna francesa na região administrativa da Normandia, no departamento Orne. Estende-se por uma área de 22,76 km². Em 2010 a comuna tinha 668 habitantes (densidade: 29,3 hab./km²).